# Bailai
Bailai (kinesiska: 白濑) är en socken i sydöstra Kina. Den ligger i Anxi härad i staden Quanzhou i provinsen Fujian, omkring 160 kilometer sydväst om provinshuvudstaden Fuzhou. Antalet invånare är 8 301. Befolkningen består av 3 876 kvinnor och 4 425 män. Barn under 15 år utgör 20,0 %, vuxna 15-64 år 73 %, och äldre över 65 år 5,0 %.